# The View (émission de télévision)
 (mars 2018).
Si vous disposez d'ouvrages ou d'articles de référence ou si vous connaissez des sites web de qualité traitant du thème abordé ici, merci de compléter l'article en donnant les références utiles à sa vérifiabilité et en les liant à la section « Notes et références ».
Pour l’article homonyme, voir The View (groupe).
The View, que l'on peut traduire en français par « le point de vue », est une émission de télévision américaine, de type talk-show, diffusée depuis 1997 sur le réseau de télévision ABC à 11 h. Créée par Barbara Walters et Bill Geddie qui en sont également les producteurs, l'émission s'adresse à un public féminin et traite, à travers les discussions et les avis opposés d'un panel de quatre ou cinq personnalités féminines américaines de génération, origine et opinions différentes, des sujets d'actualité du moment.
D'une durée d'une heure, elle se déroule en deux parties : la première partie est un échange de points de vue sur l'actualité du moment; dans la seconde moitié de l'émission, un invité rejoint le plateau, celui-ci étant interviewé par les animatrices. Les hôtes officielles actuelles sont Whoopi Goldberg, Joy Behar, Sunny Hostin et Meghan McCain. Whoopi Goldberg est la modératrice principale. Depuis la saison 20, elle est le plus souvent absente les vendredis, auquel cas, Joy Behar modère les débats.
L'émission a été à plusieurs reprises récompensée, notamment de deux Daytime Emmy Awards en 2003 et 2009.

## Historique
La première diffusion de The View, alors baptisée The View from Here, remonte au 11 août 1997. Elle remplace l'émission Caryl & Marilyn: Real Friends, que le réseau ABC supprime de sa grille des programmes, moins d'un an après son lancement, en raison de trop mauvais scores d'audience. L'émission se déroule jusqu'à la cinquième saison sur l'un des lieux de tournage d'un ancien feuilleton d'ABC intitulé The City, et son panel originel est composé de Meredith Vieira, Star Jones, Debbie Matenopoulos avec en alternance initialement Barbara Walters et Joy Behar.
L'actrice et animatrice de télévision Rosie O'Donnell en a été la modératrice en 2006, mais malgré des records d'audience, sa forte personnalité et ses prises de positions progressistes, notamment lors d'un débat face à Elisabeth Hasselbeck sur la politique de l'administration Bush et la guerre d'Irak, entraînèrent une rupture à l'amiable de son contrat.

## Animatrices
Les animatrices sont habituellement au nombre de cinq. Il y a quatre animatrices seulement au début de la saison 1 (Joy Behar alternait avec Barbara Walters), les saisons 10, 17, la majorité de la saison 18, jusqu'à l'arrivée de Michelle Collins en fin de saison et la saison 25. L'émission voit passer au cours de son existence plus de 20 animatrices. Aucune d'entre elles n'est apparue toutes les saisons. Rosie O'Donnell, Joy Behar et Sara Haines sont toutes trois revenues à l'antenne après une d'absence.
En cas d'absence d'une des animatrices, le plus souvent une invité la remplace. Depuis la saison 19, ceci est moins fréquent car il y a alors plus de cinq animatrices avec jusqu'à huit en début de saison 20. Lors des saisons 22 à 25, Ana Navarro servait de remplaçante attitrée, elle devient une animatrice officielle lors de la saison 26.
| Nom                  | Première émission                                            | Dernière émission |
| -------------------- | ------------------------------------------------------------ | ----------------- |
| Meredith Vieira      | 11 août 1997                                                 | 9 juin 2006       |
| Star Jones           | 11 août 1997                                                 | 27 juin 2006      |
| Debbie Matenopoulos  | 11 août 1997                                                 | 24 décembre 1998  |
| Barbara Walters      | 11 août 1997                                                 | 16 mai 2014       |
| Joy Behar            | 12 août 1997                                                 | 9 août 2013       |
| Lisa Ling            | 3 mai 1999                                                   | 5 décembre 2002   |
| Elisabeth Hasselbeck | 24 novembre 2003                                             | 10 juillet 2013   |
| Rosie O'Donnell      | 5 septembre 2006                                             | 23 mai 2007       |
| Whoopi Goldberg      | 4 septembre 2007                                             |                   |
| Sherri Shepherd      | 10 septembre 2007                                            | 11 août 2014      |
| Jenny McCarthy       | 9 septembre 2013                                             | 11 août 2014      |
| Rosie O'Donnell      | 15 septembre 2014                                            | 12 février 2015   |
| Nicolle Wallace      | 15 septembre 2014                                            | 14 août 2015      |
| Rosie Perez          | 15 septembre 2014                                            | 14 août 2015      |
| Raven-Symoné         | 10 juin 2015                                                 | 28 octobre 2016   |
| Michelle Collins     | 13 juillet 2015                                              | 16 juin 2016      |
| Joy Behar            | 8 septembre 2015                                             |                   |
| Paula Faris          | 8 septembre 2015                                             | 20 juillet 2018   |
| Candace Cameron Bure | 28 septembre 2015                                            | 9 décembre 2016   |
| Sara Haines          | 6 septembre 2016                                             | 2 août 2018       |
| Jedediah Bila        | 7 septembre 2016                                             | 18 septembre 2017 |
| Sunny Hostin         | 19 septembre 2016                                            |                   |
| Meghan McCain        | 9 octobre 2017                                               | 6 août 2021       |
| Abby Huntsman (en)   | 4 septembre 2018                                             | 17 janvier 2020   |
| Ana Navarro (en)     | 11 novembre 2018 (remplaçante) 6 septembre 2022 (officielle) |                   |
| Sara Haines          | 8 septembre 2020                                             |                   |
| Alyssa Farah Griffin | 6 septembre 2022                                             |                   |

Le rôle de modératrice des débats a été successivement mené par Meredith Vieira, Rosie O'Donnell et Whoopi Goldberg. La modératrice s'assoit sur le siège 1 (à gauche de l'écran) et chaque animatrice a un siège attitré. Quand il n'y a que quatre animatrices, le troisième siège est considéré comme vacant. Il y a cependant eu des changements de siège :
- Rosie O'Donnell, initialement modératrice en 2006-2007, est revenue sur le siège 5 en 2014-2015 (le troisième siège était alors vacant).
- Joy Behar qui était initialement sur le siège 3 de 1997 à 2006, s'est installée sur le siège 2 après le départ de Star Jones. Elle l'a occupé jusqu'en 2013. Elle est ensuite revenue en 2015 sur le siège 3.
- Raven-Symoné et Michelle Collins étaient initialement positionnées sur les sièges 3 et 5 en fin de saison 18, elles sont passées aux sièges 2 et 4 en début de saison 19.
- Pendant la saison 19, Candace Cameron Bure alternait initialement avec Raven-Symoné sur le siège 4. Elle a ensuite occupé le siège 2, d'abord en alternance avec Michelle Collins puis seule après le départ de celle-ci.
- Au début de la saison 20, il y avait 8 animatrices en rotation. Le plus souvent, l'ordre était Whoopi Goldberg sur le siège 1, Candace Cameron Bure sur le siège 2 (en alternance avec Paula Faris et Sunny Hostin), Joy Behar sur le siège 3, Sara Haines sur le siège 4 (en alternance avec Raven Symoné) et Jedidiah Bila sur le siège 5. En l'absence de Whoopi Goldberg, Joy Behar prenait le rôle de modératrice avec Sunny Hostin ou Paula Faris sur le siège 3.
- Après le départ de Candace Cameron Bure, Sunny Hostin est devenue l'occupatrice principale du siège 2 et Faris n'apparaissait plus que les vendredis. La répartition était du lundi au jeudi : 1 : Goldberg, 2 : Hostin, 3 : Behar, 4 : Haines, 5 : Bila et le vendredi : 1 : Behar, 2 : Hostin, 3 : Faris, 4 : Haines, 5 : Bila. Si Whoopi Goldberg était là le vendredi, Joy Behar restait sur le siège 3 et Paula Faris prenait alors un autre siège.
- Sunny Hostin et Sara Haines ont inversé de siège entre les saisons 20 et 21.
- À partir de la saison 23, Ana Navarro prend la suite de Paula Faris en tant qu'animatrice remplaçante du vendredi, prenant alors le siège 3. Pendant l'absence pour congé maternité d'Abby Hunstman en 2019, elle apparaît plus souvent et prend le siège 2. Elle est absente pendant la grande majorité de la fin de la saison 23, n'apparaissant plus à partir du 28 février 2020 hormis le 22 avril 2020. Elle reprend sa place pour la saison 24 à partir du 11 septembre 2020, elle remplace alors régulièrement les animatrices pendant leurs absences. À partir de la saison 26, elle devient animatrice officielle, sur le siège 3 le lundi (en remplacement de Joy Behar) et le vendredi (en remplacement de Whoopi Goldberg).
- Certaines animatrices ont été absentes pendant différentes périodes, comme Barbara Walters (chirurgie cardiaque), Elisabeth Hasselbeck, Sara Haines, Abby Huntsman et Meghan McCain (congés maternités), Rosie Perez (répétitions de la pièce Fish in the Dark), Whoopi Goldberg (pneumonie, remplacée en tant que modératrice par Joy Behar) et Joy Behar (début de la pandémie de Covid-19).

## Diffusion à l'international et adaptations
L'émission est diffusée en direct ou en différé en dehors des États-Unis :
- en Australie sur le réseau de télévision Nine Network,
- au Canada sur le réseau de télévision CTV, en direct selon le procédé de substitution simultanée.

L'émission a également été adaptée à travers le monde. Dans certaines des adaptations, des personnalités masculines peuvent faire partie du panel de discussion. Leurs succès en termes d'audience sont divers ; si certaines des adaptations ont eu une durée de vie très courte faute d'audience, parfois de l'ordre de quelques semaines comme version néerlandaise De Tafel van 5 diffusée sur Net5, ou la version australienne The Catch-Up sur Nine Network, certaines adaptations, dont l'émission saoudienne Kalam Nawaem ou l'émission britannique Loose Women (en), ont réussi à s'implanter de manière durable dans la grille des programmes de leur chaîne respective.
- Kalam Nawaem, version arabe diffusée depuis 2002 sur la chaîne saoudienne MBC 1,
- The Catch-Up (en), version australienne diffusée du 26 février au 15 juin 2007 sur Nine Network,
- The Circle (en), version australienne diffusée depuis 2010 sur Network Ten,
- Loose Women (en), version britannique diffusée depuis 1999 sur ITV,
- Así Somos, version équatorienne diffusée sur Ecuavisa,
- Le Grand 8, version française diffusée de 2012 à 2016 sur D8,
- Vrouw & Paard, version néerlandaise diffusée de 2008 à 2009 sur la chaîne publique Nederland 2,
- De Tafel van 5 (nl), version néerlandaise diffusée du 20 août au 18 septembre 2009 sur Net5,
- Studio 5 (no), version norvégienne diffusée de 2008 à 2010 sur la chaîne thématique féminine FEM.